# Alberto-Culver
Alberto-Culver Company war ein international tätiges Unternehmen aus den Vereinigten Staaten, das Pflegeprodukte für die Haare und Haut anbot. Das Unternehmen war im S&P 500 gelistet.
Das Unternehmen steigerte seinen Umsatz zwischen 2006 und 2009 um 21 Prozent, wobei sich das Vorsteuerergebnis im selben Zeitraum mehr als verdoppelte. Zwei Drittel dieses Umsatzes wurden dabei in den USA erwirtschaftet.
Zu den Marken des Unternehmens gehörten Alberto VO5, St. Ives, TRESemme, Consort und Nexxus.
Hergestellt wurden auch die Produkte Sugar Twin, Mrs. Dash, Static Guard, Molly McButter und Baker’s Joy.
Am 27. September 2010 wurde Alberto-Culver für eine 20-prozentige Prämie auf seinen Vortageskurs von dem britisch-niederländischen Konzern Unilever übernommen, welcher mit diesem Zukauf zum weltweiten Marktführer für Haarspülungsprodukte aufstieg.

## Weblink
- Website der Alberto-Culver Company